# Anna Pacheco
Anna Pacheco   (Sant Andreu de Palomar, 30 de setembre de 1991) és una periodista i escriptora catalana.

## Trajectòria
És graduada en Periodisme i té un màster en Antropologia Social per la Universitat de Barcelona. La seva trajectòria professional ha posat el focus en temes socials, feminismes i cultura popular. Els seus textos s'han publicat en diversos mitjans com Vice, Playground, La Marea, Público i El País, El Salto, El Diario o el programa Planta baixa de TV3, entre d'altres. Treballa com a periodista autònoma i col·labora en programes de ràdio a Radio Primavera Sound i a la Cadena SER. Així, juntament amb Andrea Gumes, és autora del pòdcast Ciberlocutorio.
Ha participat en l'antologia de textos feministes Aquí estamos (2019) i és autora de la novel·la Listas, guapas, limpias (2019), la seva primera obra de ficció i una sarcàstica reflexió sobre la consciència de classe, el feminisme, els suposats avenços socials i l'entrada a l'edat adulta. L'any 2024 va publicar Estuve aquí y me acordé de nosotros, un assaig que reflexiona sobre el turisme, el treball i classe social.